# Milan Vilotić
Milan Vilotić, né le 21 octobre 1986 à Belgrade, est un footballeur international serbe. Il évolue au poste de défenseur central avec le Grasshopper Club Zurich.

## Biographie

### En club
Il participe aux compétitions continentales européennes (Ligue des champions et Ligue Europa) avec les clubs de l'Étoile rouge de Belgrade, du Grasshopper Club Zurich, et du BSC Young Boys.

### En équipe nationale
Milan Vilotić reçoit trois sélections en équipe de Serbie lors de l'année 2011. Il joue à cet effet contre l'Australie, la Russie, et le Honduras, lors de trois matchs amicaux.

## Palmarès
- Vainqueur de la Coupe de Serbie en 2010 avec l'Étoile rouge de Belgrade.
- Vainqueur de la Coupe de Suisse en 2013 avec le Grasshopper Club Zurich.